# NFAM1
NFAM1‏ (None) هوَ بروتين يُشَفر بواسطة جين NFAM1 في الإنسان.